# Yellowknife Airport

i7
i11
i13
Der Yellowknife Airport (IATA-Code: YZF, ICAO-Code: CYZF) befindet sich in Yellowknife, Nordwest-Territorien, Kanada. Der Flughafen ist ein Platz des National Airports Systems und befindet sich im Eigentum von Transport Canada. Betrieben wird er von der Regierung des Territoriums.
Er ist Teil des Nationalen Flughafensystems und wird von der Regierung der Nordwest-Territorien betrieben. Der Yellowknife Airport ist der größte Flughafen in den kanadischen Territorien und dient daher auch als Hub einiger Fluggesellschaften wie zum Beispiel Buffalo Airways und Canadian North. Er wird für den zivilen Flugverkehr sowie als Stützpunkt der Kanadischen Streitkräfte genutzt. Die No. 440 Transport Squadron die einzige permanent stationierte Einheit im nördliche Kanada. Mit ihren robusten CC-138 Twin Otter-Flugzeugen fliegen sie unter anderem Such- und Rettungseinsätze, Unterstützungseinsätze für die Canadian Rangers und die regulären Streitkräfte und Fischerei-Patrouillen auf dem Großen Sklavensee.
Daneben ist der Flughafen einer von drei Forward Operation-Standorte der Canadian NORAD Region. Dadurch können im Konfliktfall CF-18 Jets in Yellowknife stationiert werden.
Im Jahre 2008 wurde die Modernisierung des Flughafenterminals vollzogen, wodurch die Kapazität des Terminals verdoppelt wurde.

## Service
Der Platz ist als Airport of Entry („AoE/15“ für die Allgemeine Luftfahrt mit bis zu 15 Reisende) klassifiziert und es sind dort Beamte der Canada Border Services Agency (CBSA) verfügbar, womit hier eine Einreise aus dem Ausland nach Kanada grundsätzlich möglich ist.

## Fluggesellschaften und Ziele
| Fluggesellschaft     | Flugziele |
| -------------------- | --- |
| Air Canada           | Calgary, Edmonton, Vancouver |
| Air Canada Express   | Calgary, Edmonton |
| Air North            | Ottawa, Whitehorse, Vancouver |
| Air Tindi            | Fort Simpson, Lutselk'e, Gamètì, Wekweètì, Whatì |
| Buffalo Airways      | Hay River Cargoflüge nach: Déline, Fort Good Hope, Hay River, Norman Wells, Tulita |
| Canadian North       | Cambridge Bay, Edmonton, Fort Simpson, Gjoa Haven, Hay River, Hope Bay, Inuvik, Iqaluit, Kugaaruk, Kugluktuk, Norman Wells, Ottawa, Rankin Inlet, Taloyoak, Ulukhaktok Saisonal: Toronto |
| North-Wright Airways | Déline, Norman Wells, Tulita |
| Northwestern Air     | Edmonton, Fort Smith |
| Westjet Airlines     | Edmonton |

## Zwischenfälle
- Am 11. April 1955 verunglückte eine Avro York C.1 der kanadischen Associated Airways (Luftfahrzeugkennzeichen CF-HMZ) beim Start mit acht Tonnen Fracht vom Flughafen Yellowknife. Die beiden Piloten überlebten den Unfall, das Flugzeug wurde zerstört.[11]

- Am 22. Mai 2001 verunglückte eine Boeing 737-200 (C-GNWI) der kanadischen First Air aus Edmonton kommend bei der Landung auf dem Flughafen Yellowknife. Die zu hohe Sinkgeschwindigkeit führte zum zweimaligen Hochspringen der Maschine, die nach Eingreifen des ursprünglich nicht fliegenden Kapitäns dann mit dem Bugfahrwerk zuerst aufschlug. Das Flugzeug wurde irreparabel beschädigt. Alle 104 Insassen überlebten den Unfall.[12]

- Am 9. November 2012 brach an einer Curtiss C-46A-45-CU Commando der kanadischen Buffalo Airways (C-GTXW) während des Rollens nach der Landung auf dem Flughafen Yellowknife das linke Hauptfahrwerk zusammen. Alle drei Besatzungsmitglieder, die einzigen Insassen auf dem Flug, überlebten den Unfall.[13]